# Eu Vou Morrer de Amor
"Eu Vou Morrer de Amor" é uma canção da dupla sertaneja Marcos e Fernando. O lançamento oficial ocorreu de 2011 como o terceiro single do álbum Indescritível. A música foi escrita por Paulo César e Juliano.

## Composição
"Eu Vou Morrer de Amor" tem um ritmo sem muita agitação, mas que também não é nada monótono. Falando de um homem que vê sua amada segurando uma cerveja e com aquele corpão, ela o esnoba dizendo que este não é para o seu bico, e neste cenário, só resta um opção, morrer de amor por ela.

## Lista de faixas
| Download digital no iTunes |                         |         |  |
| N.º                        | Título                  | Duração |  |
| 1.                         | "Eu Vou Morrer de Amor" | 2:31    |  |

## Desempenho nas paradas
| Paradas (2014)                            | Melhor posição |
| ----------------------------------------- | -------------- |
| Brasil - Billboard Brasil Hot 100 Airplay | 6              |